# Tanytarsus heusdensis
Tanytarsus heusdensis är en tvåvingeart som beskrevs av Maurice Emile Marie Goetghebuer 1923. Tanytarsus heusdensis ingår i släktet Tanytarsus och familjen fjädermyggor. Det är osäkert om arten förekommer i Sverige. Inga underarter finns listade i Catalogue of Life.